# Американ Еърлайнс
„Американ Еърлайнс“ (съкратено AA) е голяма американска авиокомпания със седалище във Форт Уърт, Тексас. Това е най-голямата авиолиния по размер на флота и планирани пътнически превози. American Airlines, заедно с регионалните си партньори, оперира обширна международна и вътрешна мрежа с над 6800 полета ежедневно до 350 дестинации в повече от 50 държави. Компанията е основател на алианса Oneworld – третият най-голям авиационен алианс в света. Регионалните услуги се предоставят от независими и подизпълнителни авиопревозвачи под бранда American Eagle.
American Airlines и American Eagle оперират от десет хъба, от които този в Далас/Форт Уърт е най-големият. Авиокомпанията обслужва над 200 милиона пътници ежегодно и над 500 000 ежедневно. Главната база за поддръжка на компанията е в Тълса. Към 2019 г. компанията е работодател на около 130 000 души.

## История
American Airlines е създадена през 1930 г. чрез сливането на повече от 80 малки авиолинии. Двете основни организации, от които произлизат компанията, са Robertson Aircraft Corporation и Colonial Air Transport. Първата е създадена в Мисури през 1921 г., като двете се сливат през 1929 г. в холдинга The Aviation Corporation. Той е ребрандиран в действаща компания на American Airways през 1930 г. Когато новите закони и отслабването на пощенските договори принуждава много авиокомпании да се реорганизират през 1934 г., корпорацията преначертава маршрутите си в свързана система и се преименуван на American Airlines. В периода 1970 – 2000 г. компанията нараства и се превръща в международен превозвач, купувайки Trans World Airlines през 2001 г.
Компанията има пряко участие в разработката на самолета DC-3, когато изпълнителният директор на компанията Сайръс Смит убеждава Douglas по телефона да се изготви дизайн на спален самолет, базиран на DC-2, който да замените бипланите Curtiss T-32 Condor II. От Douglas Aircraft се съгласяват да започнат разработката едва когато Смит ги информира, че има намерението да купи 20 самолета. Първият прототип полита на 17 декември 1935 г. След това започва серийното им производство за American Airlines. Компанията започва пътнически превози на 26 юни 1936 г. с едновременни плети от Нюарк и Чикаго.
През 2011 г. компанията майка на American Airlines, AMR Corporation, подава молба за защита от банкрут. През 2013 г. American Airlines се сливат с US Airways, запазвайки името American Airlines, тъй като е по-разпознаваем бранд на международно ниво. Сливането на двете авиолинии води до създаването на най-големия авиопревозвач в САЩ и в света.